# Isaac Marcet
Isaac Marcet és un editor, escriptor i empresari català fundador en 2008 de Playground, una revista digital sobre música, política, tecnologia, cinema, activisme i actualitat multimèdia que creava continguts per fer-se virals a facebook i Google. L'empresa va tancar el 2022 després de perdre un 80% del seu impacte web a partir dels canvis d'algorismes de Facebook. Posteriorment va publicar el llibre La historia del futuro, en castellà, amb Plaza & Ariel